# Justilin Foimi
 (décembre 2024).
Justelin Foimi, né en 1995 au Cameroun, est un athlète pratiquant le marathon et le semi-marathon.
En 2019, il remporte en 2 heures et 35 minutes le marathon de Cote d'Ivoire.
Il remporte le marathon international d'Abidjan en 2024.